# MSV Duisburg (női csapat)
Az MSV Duisburg, teljes nevén Meidericher Spielverein 02 e. V. Duisburg egy német sportegyesület, amelynek van női labdarúgó szakosztálya is, amely a német női első osztályban szerepel.

## Klubtörténet

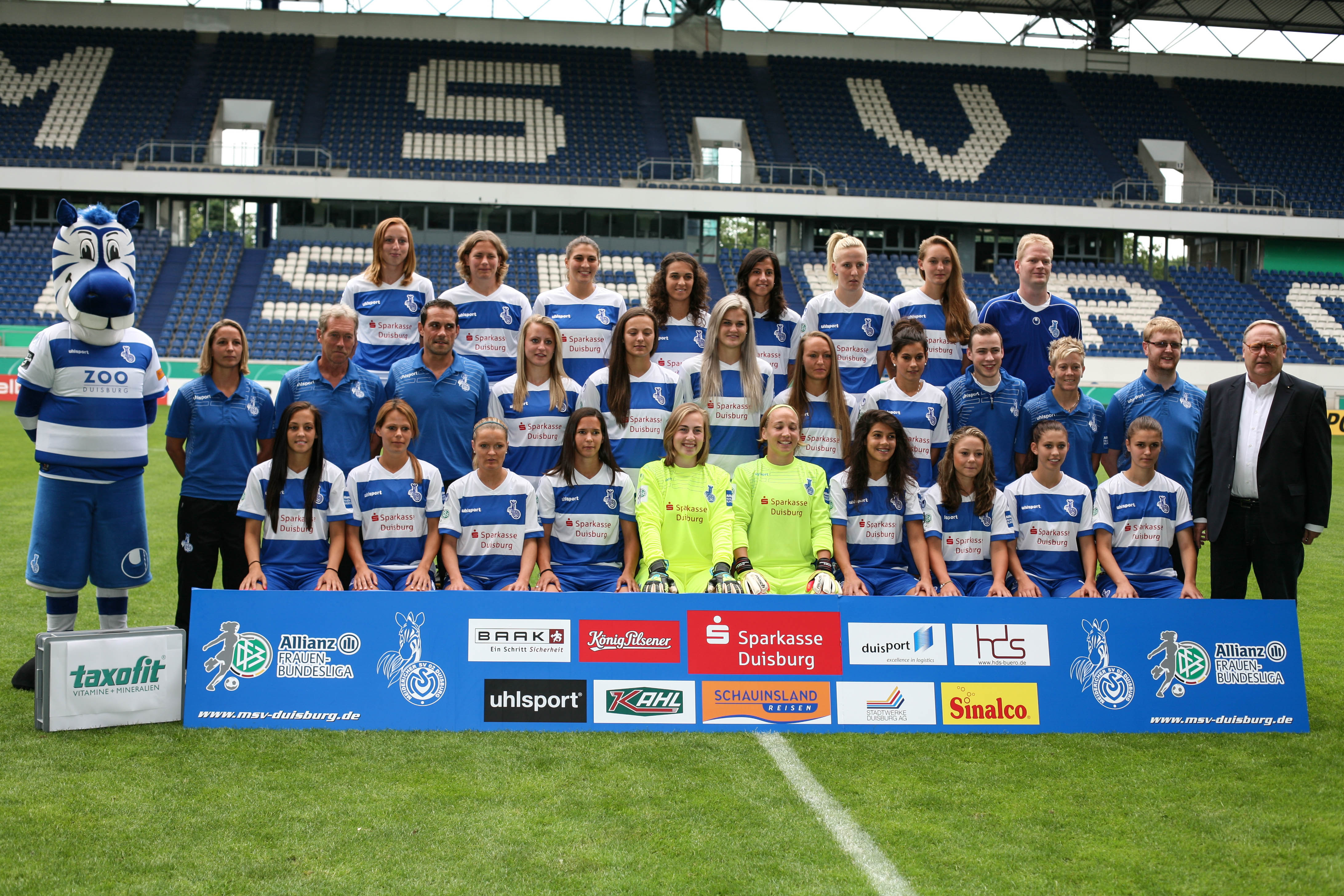
A 2014-es keret.
Felső sor, balról: Alice Hellfeier, Barbara Müller, Laura Neboli, Laura Luís, Dolores Silva, Julia Debitzki, Sarah Schmitz.
Középső sor, balról: Virginia Kirchberger, Lucie Voňková, Rahel Kiwic, Elena Hauer, Kristina Šundov.
Alsó sor, balról: Sofia Nati, Jennifer Oster, Stefanie Weichelt, Marina Himmighofen, Sarah Deinert, Gaëlle Thalmann, Carole Costa, Isabel Schenk, Carmen Pulver, Geldona Morina.

2014-ben alapították, miután az FCR 2001 Duisburg fizetésképtelenné vált, majdnem minden játékos elhagyta a klubot, és csatlakozott az MSV-hez. Az MSV az FCR licencével folytathatta szereplését. A 2014–2015-ös szezonban kiestek az élvonalból, de veretlenül visszajutottak. Inka Grings bejelentette lemondását edzői posztjáról a 2016–17-es szezon végén, Christian Franz-Pohlmann követte a kispadon.

## Szezonok
| Szezon  | Osztály            | H. | M  | Gy | D | V  | Gólok | Pont |
| ------- | ------------------ | -- | -- | -- | - | -- | ----- | ---- |
| 2013–14 | Bundesliga         | 10 | 22 | 6  | 4 | 12 | 27–45 | 22   |
| 2014–15 | Bundesliga         | 11 | 22 | 3  | 8 | 11 | 18–49 | 17   |
| 2015–16 | 2. Bundesliga Nord | 1  | 22 | 22 | 0 | 0  | 75–14 | 66   |
| 2016–17 | Bundesliga         | 10 | 22 | 4  | 4 | 14 | 19–49 | 16   |
| 2017–18 | Bundesliga         | 9  | 22 | 6  | 0 | 16 | 16–33 | 18   |
| 2018–19 | Bundesliga         | 9  | 22 | 5  | 4 | 13 | 21–62 | 19   |
| 2019–20 | Bundesliga         | 9  | 22 | 4  | 5 | 13 | 19–47 | 17   |
| 2020–21 | Bundesliga         | 12 | 22 | 1  | 4 | 17 | 15–61 | 7    |
| 2021–22 | 2. Bundesliga      | 2  | 22 | 19 | 3 | 4  | 59–26 | 60   |
| 2022–23 | Bundesliga         | 10 | 22 | 5  | 3 | 14 | 15–47 | 18   |

Megjegyzés
| ↑ Feljutás | ↓ Kiesés |

## Játékoskeret
2023. szeptember 15-i állapotnak megfelelően.
| #  |     | Poszt | Név              |
| -- | --- | ----- | ---------------- |
| 1  | GER | K     | Ena Mahmutovic   |
| 22 | GER | K     | Jil Frehse       |
| 31 | TUR | K     | İlayda İçier     |
| 2  | CUR | V     | Jeleaugh Rosa    |
| 4  | GER | V     | Kara Bathmann    |
| 5  | GER | V     | Paula Flach      |
| 8  | GER | V     | Vanessa Fürst    |
| 14 | DEN | V     | Emilie Henriksen |
| 23 | USA | V     | Brooke Denesik   |
| 25 | USA | V     | Kaitlyn Parcell  |
| 7  | TUR | KP    | Miray Cin        |

| #  |     | Poszt | Név                         |
| -- | --- | ----- | --------------------------- |
| 10 | GER | KP    | Meret Günster               |
| 11 | GER | KP    | Alexandra Emmerling         |
| 13 | GER | KP    | Natalie Muth                |
| 17 | GER | KP    | Yvonne Zielinski            |
| 18 | AUT | KP    | Jelena Prvulović            |
| 19 | GER | KP    | Antonia-Johanna Halverkamps |
| 21 | GER | KP    | Sarah Freutel               |
| 30 | GER | KP    | Gina Ebels                  |
| 9  | GER | CS    | Julia Kappenberger          |
| 16 | USA | CS    | Sammy Jerabek               |
| 20 | USA | CS    | Allie Hess                  |

## Korábbi híres játékosok
| - Linda Bresonik - Julia Debitzki - Rieke Dieckmann - Elena Hauer - Alice Hellfeier - Dörthe Hoppius - Meike Kämper - Jennifer Oster - Carmen Pulver - Kathleen Radtke - Magdalena Richter - Nina Windmüller - Kristina Maksuti - Geldona Morina - Jorian Baucom - Taylor Kornieck - Lucie Voňková - Stina Lykke Petersen - Genoveva Añonman - Szofía Náti - Eshly Bakker - Jackie Groenen | - Lieke Martens - Kristina Šundov - Claire O'Riordan - Lee Falkon - Danica Wu - Agata Tarczyńska - Rácz Zsófia - Barbara Dunst - Virginia Kirchberger - Sophie Maierhofer - Lisa Makas - Carole Costa - Dolores Silva - Laura Luís - Sandra Betschart - Rahel Kiwic - Gaëlle Thalmann - Lucia Haršányová - Ecem Cümert - Otandeka Laki - Meikayla Moore - Hannah Wilkinson |